# Luis Rodríguez de Viguri
Luis Rodríguez de Viguri y Seoane (Saint-Jacques-de-Compostelle, 1881 - Madrid, 1945) est un avocat, diplomate et homme politique espagnol, d’idéologie conservatrice.
Après une formation en droit dans sa ville natale, Rodríguez de Viguri s’engagea en politique, parallèlement à une carrière de juriste militaire. Il se présenta aux élections sous la bannière du Parti conservateur et fut quatre fois élu député aux Cortes (entre 1918 et 1923). De 1919 à 1922, puis dans le dernier gouvernement de la monarchie d’Alphonse XIII (1931), il occupa plusieurs fonctions gouvernementales (Équipement, Communications, Économie, Travail). En 1923, il fut désigné pour faire partie de la Commission parlementaire chargée de déterminer les causes et les responsabilités dans la retentissante débâcle d’Anoual subie en 1921 par les troupes espagnoles dans le Maroc espagnol, occasion pour lui de nombreuses interventions et interpellations devant le Congrès. En qualité de membre du Corps juridique militaire, il lui échut de défendre, avec succès, le général Navarro, inculpé devant une cour militaire dans le dossier d’Anoual.  Après la proclamation de la République en 1931, il fut à nouveau élu député en 1933 et 1936, sous l’étiquette du Parti agrarien.

## Biographie

### Origines familiales et formation
Rodríguez de Viguri vint au monde à Saint-Jacques-de-Compostelle, au sein d’une famille d’intellectuels de vieille souche galicienne. Son père exerçait comme médecin et enseignait la science médicale à l’université de la ville, et l’un de ses oncles était un essayiste voué à l’histoire locale.
Après une première instruction à domicile, dispensée par sa propre mère, et des études secondaires à Saint-Jacques-de-Compostelle, Rodríguez de Viguri obtint une licence en droit à l’université de sa ville natale, avant de soutenir un doctorat à Madrid en 1901, avec une thèse sur les biens immeubles comme objets commercialisables. En 1907, il fut admis sur concours dans le Corps juridique militaire (Cuerpo Jurídico Militar) et, parallèlement, s’engagea la même année dans la carrière diplomatique.

### Carrière politique comme député
Rodríguez de Viguri se lança dans l’activité politique sous la bannière du  Parti conservateur, puis du Parti agrarien,, et fut élu, en association avec la famille González Besada, député aux Cortes pour la circonscription électorale de Lugo lors des Élections générales espagnoles de 1918, de celles de 1919, puis de celles de 1920 et de 1923,,,,.
En sa qualité de député, il eut à examiner l’affaire de la débâcle militaire d’Anoual, survenue dans le Maroc espagnol à l’été 1921. Il avait en effet été décidé par García Prieto que le rapport d’instruction judiciaire (expediente) établi par le général Picasso en avril 1922 soit soumis à une Commission des responsabilités parlementaire et mis aux débats devant les Cortes, afin de cerner les responsabilités militaires, administratives et politiques dans ce qu’il est de coutume en Espagne d’appeler le « désastre d’Anoual ». Le 10 juillet 1923 fut mise sur pied une deuxième Commission des responsabilités, composée des mémorables « Vingt-et-un », qui étaient appelés à formuler endéans les 21 jours leur jugement sur les événements marocains de 1921, et parmi lesquels Rodríguez de Viguri fut choisi au poste de vice-président de ladite Commission. Le délai de 21 jours n’ayant pu être tenu, la publication des conclusions fut reportée au 1er octobre, date d’ouverture des Cortes, prorogation rendue vaine cependant par le coup d'État de Primo de Rivera, survenu deux demaines avant la nouvelle échéance,.
Néanmoins, les débats parlementaires avaient été l’occasion pour Rodríguez de Viguri, qui pouvait se flatter d’une expérience de sept années à différents postes diplomatiques dans les colonies, d’exposer ses points de vue à ce sujet dans plusieurs interventions devant le parlement. Ainsi pointa-t-il que l’Espagne « n’a pas dépensé [dans sa zone du protectorat au Maroc] une peseta dans les travaux publics, ni dans l’enseignement, ni dans tous ces soins qui sont caractéristiques d’une nation protectrice et colonisatrice », et souligna « l’effet déplorable que doit produire la comparaison entre nos routes dans la zone espagnole et les routes dans la zone française », ; de tout cela il ressortirait, selon Rodríguez de Viguri, que la France était sans aucun doute la « maîtresse » en toutes ces questions, de qui il fallait apprendre, et le modèle à suivre. Il ironisa sur la « haute politique indigène », qui n’était que soudoiement, du reste peu efficace, car les alliances ainsi créées avec les notables des kabilas (tribus) rifaines restant à conquérir étaient opportunistes et donc versatiles,.
À l’opinion du haut-commissaire au Maroc Dámaso Berenguer, qui estimait « qu’à Melilla continuait de fonctionner le régime de relation directe avec les kabilas, lequel était […] le plus approprié compte tenu de la nature de celles du Rif, qui sont individualistes et rejettent toute organisation makhzen », Rodríguez de Viguri opposait sa propre vision du protectorat qui « soit n'est rien, soit doit agir derrière le makhzen » ; il n’y a pas de contradiction, dit-il, entre conquête et Protectorat, la clef résidant dans la question au nom de qui elle s’effectue,. Sur le plan militaire, il porta un doigt accusateur en direction des Juntas de Defensa, qui en se cramponnant à un tableau d’avancement verrouillé, auraient « miné toute l’activité et toutes les énergies de l’armée ». Il observe que si les gouvernements successifs n’avaient jamais envisagé de renoncer à l’entreprise marocaine, ils rechignaient pourtant à en assumer résolument les coûts, ce qui se traduisait par leur obsession à limiter les pertes dans le contingent issu de la conscription en métropole, qui, par souci de le soustraire au danger, était relégué à l’arrière-garde lors des opérations militaires,.
Quant au général Silvestre, commandant-général de Melilla à l’été 1921, qui avait été le concepteur de la funeste offensive d’Anoual, et que Rodríguez de Viguri avait connu personnellement, il observa qu’il avait une « vision spéciale du problème du Maroc », qu’il « n’était pas préparé à l’œuvre du Maroc », vu qu’il « voyait dans la victoire des armes le seul moyen »,. Au contraire de Berenguer, « qui ne s’énervait pas […], que rien n’était capable d’altérer », qui demeurait « ferme, tenace, impassible », Silvestre avait un « tempérament impressionnable et un caractère impétueux, dont il n’essaya jamais d’occulter la véhémence »,.
En qualité de juriste du Corps juridique militaire, il fut appelé à prendre la défense du général Felipe Navarro, qui après le suicide de Silvestre avait organisé la retraite de Driouch à Tiztoutine, puis de Tiztoutine à Mont-Aroui. Lorsque Navarro fut cité à comparaître devant une cour militaire en janvier 1924, Rodríguez de Viguri manifesta que le procureur s’était appuyé seulement sur des témoignages et des déclarations de personnes, non sur des faits établis. Il fit valoir que grâce à Navarro, les replis successifs à partir de Driouch s’étaient accomplis avec une discipline très supérieure à la débandade de la retraite à partir du camp d’Anoual. En particulier, concernant l’abandon de la position de Driouch, qui avait été reprochée à Navarro (notamment par Francisco Franco), Rodríguez de Viguri souligna les « faibles moyens défensifs » de ladite position,. Rappelant que le fort d’Aroui s’était défendu avec héroïsme et jusqu’à l’extrême limite, et qu’il ne capitula qu’après en avoir reçu l’ordre, Rodríguez de Viguri demanda l’acquittement de son client. Lors des audiences, Rodríguez de Viguri sollicita que soit donné lecture des dépositions favorables du médecin militaire Peña et d’extraits du rapport Picasso sur la défense d’Aroui, fort élogieux pour Navarro. Il reprocha au procureur de manquer d’objectivité, de formuler des accusations fausses et de faire montre d’incohérence (notamment lorsqu’il réprouvait la retraite de Tiztoutine à Arouit, tout en faisant l’apologie d’un repli de la colonne Navarro sur Sélouane), et se plaignit amèrement de ce qu’il travestissait en délit la défense héroïque d’Aroui. Le verdict de la cour, prononcé le 26 juin 1924, absolvait Navarro de toute culpabilité. En 1924, après son bref passage dans les instances gouvernementales, Rodríguez de Viguri publia un ouvrage intitulé La derrota de Annual y el asedio de Monte Arruit (littér. la Défaite d’Anoual et le siège de Mont-Aroui), plaidoyer et compte rendu de son action en faveur du général Navarro.

### Fonctions gouvernementales
En 1919, Rodríguez de Viguri fut nommé sous-secrétaire aux Approvisionnements, puis, après abolition de cette fonction, commissaire général aux Approvisionnements entre 1919 et 1920, ensuite, en 1921, sous-secrétaire à la Présidence du Conseil des ministres, puis, l’année suivante, directeur général des Postes et Télégraphes et sous-secrétaire à l’Équipement (Fomento). À ce dernier titre, il peut être considéré comme une créature de José Sánchez Guerra, alors premier ministre, sous l’autorité de qui Rodríguez de Viguri devint par intérim ministre de l'Équipement du 29 juillet au 21 août 1922, son action se limitant toutefois à expédier les affaires courantes. À cette époque, Sánchez Guerra avait à traiter au niveau parlementaire le rapport d’instruction Picasso, rédigé par ce dernier à l’instigation d’Antonio Maura pour cerner les responsabilités dans la débâcle d’Anoual, qui avait porté une partie du gouvernement à démissionner, dont notamment le ministre de l'Équipement Manuel Argüelles,,.
En 1930, au lendemain de la chute de Primo de Rivera, durant la dénommée « Dictablanda » (littér. Dictamolle), Rodríguez de Viguri faisait à nouveau partie du Conseil des ministres, titulaire cette fois du portefeuille de l’Économie dans le cabinet constitué par Dámaso Berenguer, poste qu’il ne lui sera donné d’assumer que brièvement, du 20 août 1930 au 18 février 1931, jusqu’à l’avènement du gouvernement Aznar, le dernier du règne d'Alphonse XIII. Au cours de la même période, il fut aussi, à titre intérimaire, à la tête du ministère du Travail, du 3 janvier au 14 février 1931,,.
Il dirigea pendant quelques années le Boletín de Justicia Militar et exerça, succédant à Gregorio Marañón, comme président de la Société géographique royale de juin 1934 à juillet 1936, et aura en 1939 pour successeur à ce poste Antonio Aranda Mata.

### Seconde République et guerre civile
Sous la Seconde République, lors des élections générales de 1933, Rodríguez de Viguri réussit à se faire élire député aux Cortes pour la circonscription de Lugo, sous l’étiquette du Parti agrarien, et fut reconduit lors du scrutin général de février 1936, mais céda son siège en mai de la même année après qu’il eut été nommé ministre plénipotentiaire de première classe.
Pendant la guerre civile, dans la Madrid sous autorité républicaine, le Collège des avocats publia en septembre 1936 un avis annonçant l’exclusion de ses rangs de Rodríguez de Viguri, en même temps que de Niceto Alcalá-Zamora, José María Gil Robles, Juan de la Cierva, Alejandro Lerroux, José Antonio Primo de Rivera, Antonio Goicoechea, Gabriel Maura Gamazo, Ricardo Samper, José de Yanguas Messía, José María Lamamié de Clairac, César González Ruano, Antonio Royo Villanova et Eduardo Benzo, parmi d’autres.
Rodríguez de Viguri était récipiendaire de la grand-croix de l’ordre de Léopold II.

## Publications
- (es) La retirada de Annual y el asedio de Monte Arruit. Escrito en defensa del general Navarro, Madrid, Sucesores de Rivadeneyra, 1924, 103 p. (lire en ligne).